# Barbitistes kaltenbachi
Barbitistes kaltenbachi är en insektsart som beskrevs av Carl Otto Harz 1965. Barbitistes kaltenbachi ingår i släktet Barbitistes och familjen vårtbitare. Inga underarter finns listade i Catalogue of Life.